# Raimundas Matulis
Raimundas Matulis (* 22. November 1966 in der Rajongemeinde Panevėžys) ist ein litauischer Militärpilot im Range eines Obersts. Von 2015 bis 2017 war er Leiter der litauischen Militärakademie General Jonas Žemaitis.

## Leben
Matulis absolvierte im Oktober 1989 die Hochschule für Militärluftfahrt in Tscheljabinsk und bildete sich 2001 in den Vereinigten Staaten weiter.
Vom 25. Oktober 2008 an, war er Assistent des Befehlshabers der litauischen Streitkräfte, ab August 2013 stellvertretender Abteilungsdirektor im Verteidigungsministerium Litauens. Am 20. August 2014 wurde er zum Oberst befördert. Bis zum August 2015 studierte er im Verteidigungskolleg London. Ab dem 3. August 2015 leitete er die Generolo Jono Žemaičio Lietuvos karo akademija.
Raimundas Matulis ist verheiratet und hat eine Tochter. Neben seiner Muttersprache beherrscht er Englisch, Französisch und Russisch.